# Alfred Udo Holzt

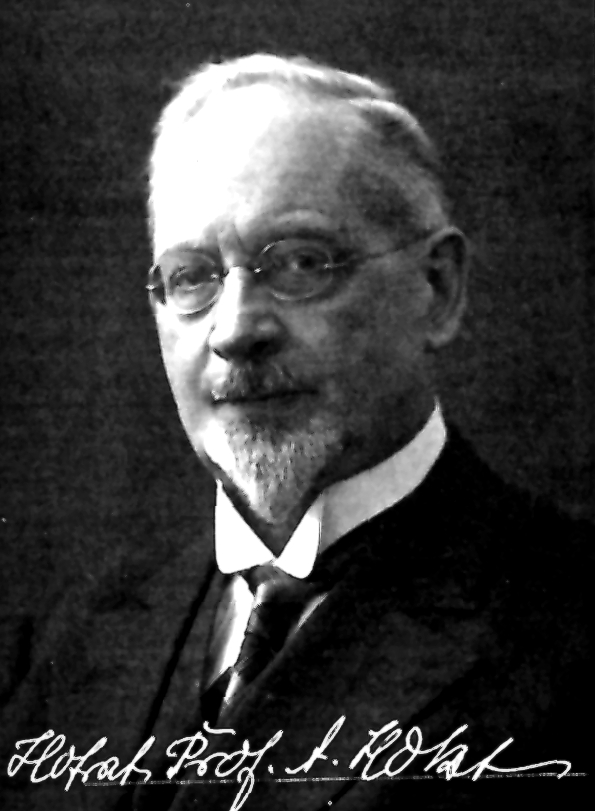
Direktor Alfred Udo Holzt im Jahre 1926

Alfred Conrad Udo Holzt (* 11. Dezember 1859 in Bromberg; † 5. September 1945 in Mittweida) war ein deutscher Ingenieur und leitete von 1892 bis 1936 als Direktor das Technikum Mittweida.

## Leben und Wirken
Alfred Conrad Udo Holzt wurde als Sohn von Emil Holzt und Adolfine, geb. Berkowsky geboren und besuchte von 1867 bis 1877 das Gymnasium in Tilsit, arbeitete anschließend ein Jahr in der Praxis und besuchte von 1878 bis 1880 die Realschule I. Ordnung in Königsberg. Die Abiturprüfung legte Holzt 1881 ab. Von 1881 bis 1885 studierte er an der Technischen Hochschule Berlin-Charlottenburg und unterzog sich 1886 der Prüfung zum Regierungs-Maschinenbauführer. Im Folgejahr heiratete Alfred Udo Holzt in Berlin. In der Ehe mit Anna Meyhöffer (1861–1944) wurden drei Kinder geboren; Helene Holzt (1888–1948), Margarete Holzt (1889–1922) und Emil Franz Holzt (1895–1895).

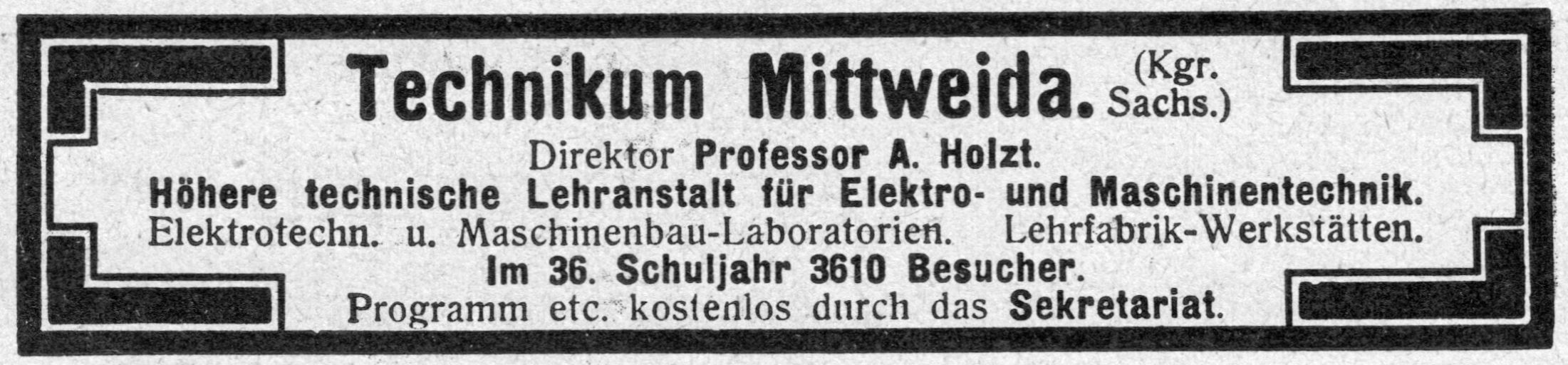
Anzeige des Technikums aus dem Jahr 1904

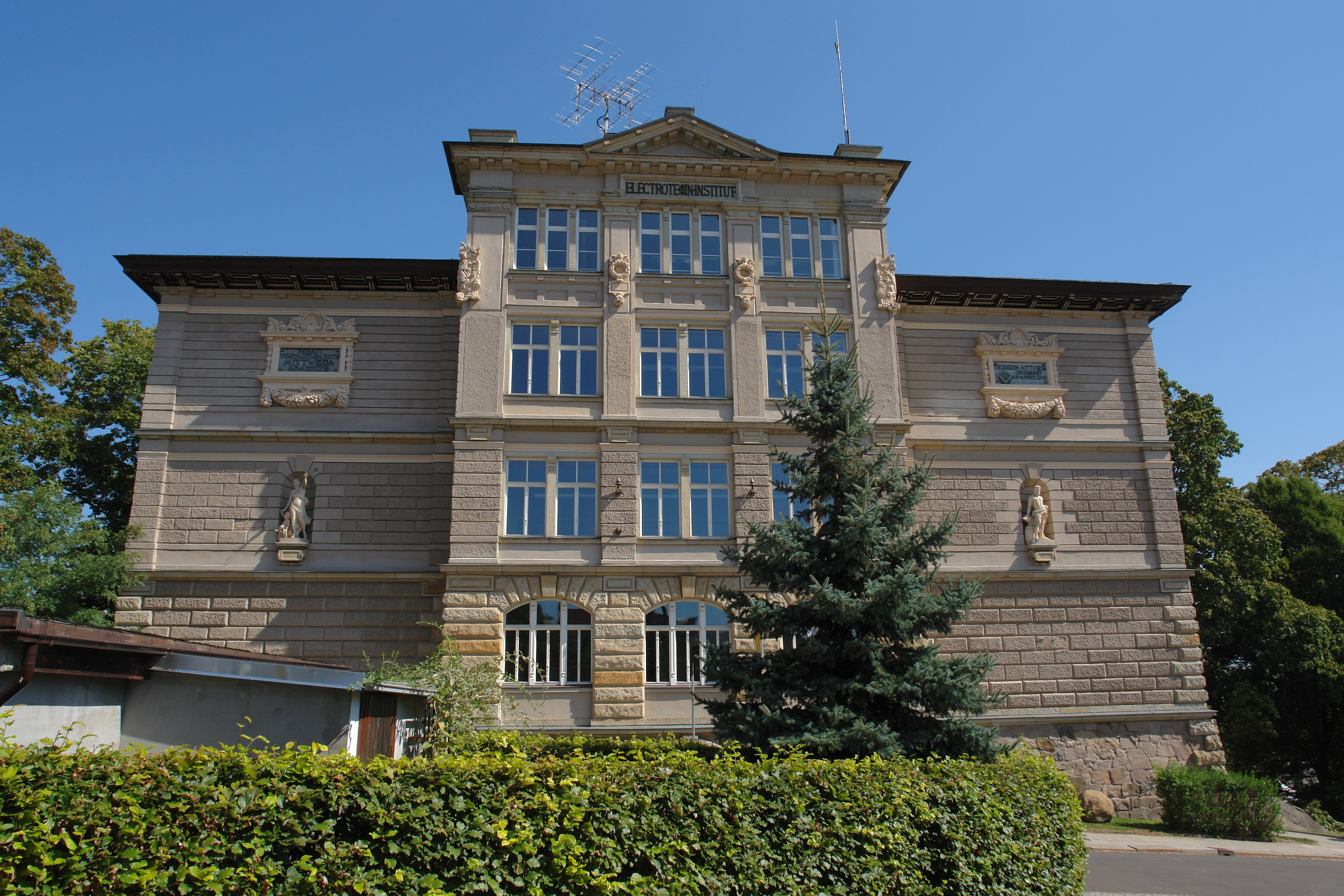
Alfred-Udo-Holzt-Bau der Hochschule Mittweida

Am 1. April 1888 trat Alfred Udo Holzt als Lehrer für Maschinenbau und Elektrotechnik in das Technikum Mittweida ein. Er erwarb 1891 die Bildungseinrichtung und übernahm 1892 die alleinige Direktion. Die von Alfred Udo Holzt erstrebte Vertiefung der elektrotechnischen Ausbildung konnte seit 1894 mit der Fertigstellung des „Electrotechnischen Institutes“ (heute Alfred-Udo-Holzt-Bau) erreicht werden. Er war Mitglied der Chemnitzer Freimaurerloge Zur Harmonie.
Ab 1899 war Holzt Stadtverordneter. Er engagierte sich vor allem für die Lösung technischer Probleme für die Stadt, so unter anderem für den Bau des Gaswerkes und die Strom- und Wasserversorgung.
Ab 1901 nutzte Alfred Udo Holzt die „Lehr-Fabrikwerkstätten“ (später in „Präzisionswerkstätten Mittweida“ GmbH umbenannt) und das „Maschinenbau-Laboratorium“. In der „Präzise“ bereiteten sich Praktikanten auf das Studium vor. Außerdem wurden dort elektrische Maschinen, Messgeräte, Lehrmittel und Werkzeugmaschinen hergestellt. Unter der Direktion von Holzt erlangte außerdem die Modellsammlung des Technikums einen großen Bekanntheitsgrad.

Einband der Schule des Elektrotechnikers, Hrsg. A. U. Holzt

Ab 1906 bot das Technikum Mittweida Lehrveranstaltungen zur Automobil- und ab 1909 zur Flugtechnik an. Für die angehenden Elektroingenieure standen Laboratorien für die Hochfrequenz-, Radio- und Fernmeldetechnik zur Verfügung.

## Auszeichnungen
- 1902: Verleihung des Professorentitels
- 1917: Königlich-sächsischer Hofrat

## Schriften
- (als Hrsg.): Die Schule des Maschinentechnikers. Lehrbuch zum Selbstunterricht im Maschinenbau und den dazugehörigen Hilfswissenschaften. Verlag und Buchhandlung Moritz Schäfer, Leipzig 1894 ff. Im Zeitraum von 1894 bis 1943 erschienen insgesamt 17 Bände. Mit der 3. Auflage ging die Herausgeberschaft an Alfred Udo Holzt über.
- (als Hrsg.): Die Schule des Elektrotechnikers. Lehrbuch der angewandten Elektrizitätslehre. Verlag und Buchhandlung Moritz Schäfer, Leipzig 1896 ff. Die Bearbeitung erfolgte durch die Lehrer des Technikums Mittweida.
- (als Hrsg.): Die Schule des Elektrochemikers. Verlag und Buchhandlung Moritz Schäfer, Leipzig 1901.
- mit Paul Wittsack (als Hrsg.): Uhland’s Handbuch für den praktischen Maschinenkonstrukteur. Verlag W. u. S. Loewenthal, Berlin 1906 ff. (geschätzt).
- Die Planimetrie (Ebene Geometrie). Verlag und Buchhandlung Moritz Schäfer, 3. Auflage, Leipzig 1907 (Die Schule des Maschinentechnikers, Band 2).